# 琴切尼盖阿戈迪诺
琴切尼盖阿戈迪诺（Module:Lang第1520行Lua错误：attempt to call method 'gsub' (a nil value)），是意大利威尼托大区贝卢诺省的一个市镇，位於威尼斯以北110 km（68 mi），及贝卢诺西北方30 km（19 mi）處。总面积18平方公里，人口1454人，人口密度80.8人/平方公里（2009年）。国家统计（ISTAT）代码为025010。毗鄰的市鎮為卡纳莱达戈尔多、圣托马索阿戈迪诺、塔伊邦阿戈迪诺及瓦拉达阿戈迪纳。

## 友好城市
- 巴西馬薩蘭杜巴 2011年